# Instituto Americano de Adrogué
El Instituto Americano de Adrogué fue un centro educativo privado argentino, cofundada por Ricardo Monner Sans.

## Historia
El centro fue fundado en 1890. Su director fue Ricardo Monner Sans, nacido en Barcelona. En los comienzos de 1894, fue encargado de la dirección del Instituto Americano de Adrogué, un cargo que ocupó durante seis años. Monner Sans, que había sido profesor de literatura castellana en el Colegio Nacional de Buenos Aires.
En 1929, el gobierno nacional asumió el establecimiento educativo, convirtiéndolo en una educación libre de la escuela, cambiando el nombre a Colegio Nacional Almirante Brown.

## Club de fútbol
La escuela también tuvo un equipo de fútbol a principios de los años 1900, que participó en la segunda y tercera división del campeonato organizado por la Asociación del Fútbol Argentino. El 8 de septiembre de 1908, el Instituto Americano jugó la final de la Copa de Competencia Adolfo Bullrich contra Atlanta, que perdieron por 2-0. El Instituto más tarde jugaría algunos partidos con los equipos más populares de Argentina, tales como River Plate y Boca Juniors. En 1909, el Instituto Americano jugó la final de la Copa de Competencia Jockey Club contra Boca Juniors en Adrogué, ganado por los Xeneizes por 3-2.
El futbolista más famoso del Instituto Americano fue Roberto González Escarrá.
En 1910, el Instituto Americano ganó su único título de liga, la tercera división del campeonato.